# São Domingos do Azeitão
São Domingos do Azeitão är en kommun i Brasilien.   Den ligger i delstaten Maranhão, i den östra delen av landet, 1 100 km norr om huvudstaden Brasília. Antalet invånare är 6 983.
Omgivningarna runt São Domingos do Azeitão är huvudsakligen savann. Runt São Domingos do Azeitão är det mycket glesbefolkat, med 7 invånare per kvadratkilometer.